# Kenneth Waltz
Pour les articles homonymes, voir Waltz.
Kenneth Neal Waltz (né le 8 juin 1924 à Ann Arbor, Michigan et mort le 13 mai 2013 à Washington, D.C.) est un politologue américain, enseignant à l'université Columbia. C'est un auteur important dans le domaine de la théorie des relations internationales. Il est l'un des fondateurs du néoréalisme (ou réalisme structurel).

## Carrière
Ancien combattant de la Seconde Guerre mondiale, Waltz est diplômé de l'université Columbia (PhD en 1954). Il a été président de l’American Political Science Association (1987-1988) et membre de l’American Academy of Arts and Sciences. En 2012, il est professeur émérite de science politique de l'université de Californie à Berkeley et chercheur adjoint senior de l'université Columbia.

## Travaux universitaires

### Les «trois images» ou les trois niveaux
Dans Man, the State, and War (1959), première grande contribution de K. Waltz à la science politique, ce dernier propose une typologie des causes de conflits en distinguant trois catégories, « images » ou « niveaux d'analyse ».
1. La première image est d'ordre anthropologique: la guerre s'explique par la « nature humaine » et le comportement individuel.
2. La seconde image s'intéresse à la structure interne des États: leur politique étrangère et leur régime politique sont considérées comme les facteurs explicatifs prioritaires.
3. La troisième image est inspirée de la théorie systémique et d'un scepticisme profond à l'égard de la notion de « communauté internationale ». L'« anarchie internationale » (entendue comme absence d'instance supérieure aux États) pose les conditions des relations entre ceux-ci : c'est donc le « système » créé par l'« anarchie » qui explique les relations internationales, plutôt que simplement l'action individuelle des gouvernants ou le régime politique des États. « En présence de nombreux États, et sans système d'exécution du droit qui s'impose à eux, chacun étant juge de ses griefs et de ses aspirations selon sa raison ou son désir, le conflit, menant parfois à la guerre, est inévitable[1].»

C'est un peu par hasard que Kenneth Waltz s'intéresse aux relations internationales. Son premier champ d'étude étant les théories politiques. L'idée d'écrire The Man, The State and War lui est venu alors que l'un de ses évaluateurs pour son comité doctoral est tombé malade. Il avait alors dû adapter son étude.

### Le néoréalisme

#### L'apport de Waltz: néoréalisme et réalisme
L'apport majeur de Waltz à la science politique est la création du néoréalisme (ou "réalisme structurel" comme il le nomme); une théorie des relations internationales qui suppose que l'action de États peut être expliquée par les pressions exercées sur eux par une concurrence internationale qui restreint et contraint leur choix. Le néoréalisme vise à expliquer les motifs qui expliquent le comportement des États comme pourquoi les relations entre Athènes et Sparte ressemblent de manière significative à celle entre les États-Unis et l'URSS.
Waltz soutient que le système international est dans un état de perpétuelle anarchie (Waltz distingue l'anarchie de l'environnement international de celle pouvant caractériser l'ordre intérieur des États). Dans le domaine intérieur, tous les acteurs peuvent recourir ou être contraints par une autorité centrale : l'État ou le gouvernement. Dans le domaine international, une telle source d'ordre n'existe pas. L'anarchie de la politique internationale, l'absence d'autorité centrale (central enforcer), signifie que les États, quels que soient leur régime, doivent veiller par-dessus tout à leur sécurité s'ils ne veulent pas disparaître. Sauf exception, ils ne peuvent compter sur la bonne volonté des autres et doivent être prêts à se défendre eux-mêmes.
Le néoréalisme a été la réponse de Waltz aux failles de la théorie réaliste. Bien que les deux termes soient parfois interchangeables, il existe entre le réalisme et le néoréalisme un certain nombre de différences essentielles. La principale réside dans le fait qu'alors que la théorie réaliste met l'accent sur une conception hobbesienne de la « nature humaine », le néoréalisme ne fonde pas tellement son analyse sur une conception anthropologique mais plutôt sur la conception systémique. À la limite, pour déduire le comportement des États sur la scène internationale, on pourrait ignorer les processus décisionnels internes aux États, tels qu'étudiés notamment par la sociologie des organisations (voir, par exemple, L'Essence de la décision de Graham T. Allison), pour ne se concentrer que sur leur position relative au sein du système international (position de superpuissance, équilibre des forces, etc.) . Une telle conception systémique est également partagée par Robert Gilpin et John Mearsheimer.

#### Le scepticisme à l'égard de la « mondialisation »
Comme la plupart des néoréalistes, Waltz accepte l'idée que la mondialisation pose de nouveaux défis aux États, mais il ne croit pas qu'ils vont être remplacés. Selon lui, aucun acteur non étatique ne pourrait égaler les « capacités » de l'État. Waltz suggère que la mondialisation serait une mode ou une lubie des années 1990, durant lesquelles le rôle de l'État s'est en fait accru pour faire face aux transformations mondiales.

#### Quel sens convient-il de donner au mot théorie?
Waltz ne veut pas élaborer une théorie des affaires étrangères ni prédire ou expliquer des actions spécifiques comme l'effondrement de l'Union soviétique, comme dans Theory of International Politics. Sa théorie vise plutôt à expliquer les principes généraux qui guident les relations entre États dans un « système international anarchique ». Ces principes incluent la « balance des pouvoirs » (il a révisé cette théorie pour lui substituer la « balance de la menace ») et poussent à une course individuelle à l'armement qui exerce une contrainte sur les États. Ces principes ont plutôt une visée heuristique d'explication qu'une application concrète en termes de prospective.

#### La prolifération nucléaire: illustration de ses théories
Kenneth Waltz a notamment évoqué, dans ses travaux, la question de la prolifération nucléaire. Selon lui, il ne convient pas de mettre en place une stratégie défensive à ce sujet mais bien de privilégier la dotation en armes nucléaires afin de produire de la dissuasion. C'est pourquoi, il estime que l'arme nucléaire offre un moyen dissuasif significatif aux États qui parviennent à la posséder.
Il va même plus loin et répond aux critiques de ceux qui pensent que la prolifération atténue tout effet dissuasif. Il précise que le risque de déclencher une guerre nucléaire est beaucoup trop grand (dangereux, pertes, etc.) et coûteux. La victoire étant donc trop incertaine, même dans un monde où tous les pays posséderaient l'arme nucléaire, personne ne risquerait de l'utiliser : l'effet dissuasif de l'arme fonctionne toujours. Il cite en exemple les relations sino-soviétiques pendant les années 1960.
Il s'oppose ainsi à d'autres théoriciens qui estiment que la prolifération serait dangereuse, à l'image de Scott Sagan selon lequel "more may be worse".

#### Les critiques
De la parution de Theory of International Politics en 1979 jusqu'à la fin de la guerre froide, le néoréalisme a été la théorie dominante en relations internationales.
Cependant, son incapacité à expliquer l'effondrement brutal et non-violent de l'URSS a remis en question l'une des thèses centrales de Waltz, selon laquelle les systèmes bipolaires étaient plus stables que les systèmes multipolaires. En réponse, Waltz a soutenu que la notion de « stabilité » avait été interprétée à tort en tant que critère de durée, et non de paix. Il défendait ainsi sa théorie en affirmant que la bipolarisation à l'œuvre pendant la guerre froide avait conduit à un système international plus pacifique qu'après la chute du mur de Berlin. Une telle affirmation, cependant, repose sur une focalisation sur les deux superpuissances. La guerre froide a en effet été marquée par de nombreux conflits menés sur des champs périphériques dans lesquelles les deux superpuissances s'affrontaient de façon indirecte dans le cadre de « guerres proxy » venant se greffer sur des conflits liés à la décolonisation (« guerres de libération nationale », etc.).
L'autre critique majeure adressée au néoréalisme, et au réalisme en général, est son incapacité à rendre compte du rôle croissant de la coopération entre États et de la paix qui règne entre les grandes puissances depuis la Seconde Guerre mondiale, dans la mesure où celles-ci évitent tout affrontement direct. Les approches alternatives telle que l'institutionnalisme néolibéral, par exemple, focalisées sur le rôle des institutions, des normes et des régimes domestiques accentuent ainsi ce point.
D'autres spécialistes soutiennent que les comportements équilibrés que suppose le néoréalisme sont souvent délaissés au profit de comportement de "suivi" des plus forts, notamment dans la course aux armements, comme le prouve la lente prolifération des armes nucléaires. Waltz répond que sa théorie vise uniquement à expliquer l'action des grandes puissances, puisque selon lui les États de faible envergure ne peuvent influencer de façon significative le cours des relations internationales. En d'autres termes, si sa théorie systémique se focalise sur les relations entre États, seuls les grandes puissances sont réellement prises en compte par cette théorie.
On peut considérer qu'il y a là une certaine faiblesse ou un paradoxe: dans la mesure où ce sont les relations qui déterminent la position et le comportement des États, et non l'inverse, les multiples relations tissées par et entre les petits États ne pourraient-elles pas être réévaluées à la hausse? On peut, pour soutenir cette perspective, citer Churchill lors de la crise des Sudètes et des accords de Munich : « Croire que l’on peut assurer la sécurité en jetant un petit État en pâture aux loups est une illusion fatale. »

## Citations
- « Asking who won a given war, someone has said, is like asking who won the San Francisco earthquake » (Demander qui a gagné telle guerre est comme demander qui a gagné le tremblement de terre de San Francisco) (phrase introductive de Man, the State and War).

- « A lot of people don't like realists. Realists face the world as it is. Most people want the world to be nicer and for people to be better » (Un grand nombre de gens n'aiment pas les réalistes. Les réalistes voient le monde tel qu'il est. La plupart des gens veulent voir le monde mieux qu'il n'est et qu'il soit plus gentil avec les gens.)

- « The presence of nuclear weapons makes wars less likely » (La présence des armes nucléaires rend la guerre moins probable)[7].

#### Réalistes classiques
- Edward Hallett Carr
- George F. Kennan
- Hans Morgenthau

#### Néorealistes
- John Mearsheimer
- Stephen Walt
- Stephen Krasner
- Joseph Grieco